# 藤原肇 (評論家)
藤原 肇（ふじわら はじめ、1938年 - ）は、石油開発コンサルタント、評論家。

## 略歴
東京市神田区生まれ。埼玉大学卒、フランス・グルノーブル大学構造地質学専攻理学部博士課程修了、理学博士。アフリカ、中東、ヨーロッパ、北米などで多国籍石油会社の開発担当ジェオロジストとして活躍。米国カンザス州とテキサス州で石油開発会社を経営、ペパーダイン大学総長顧問となり、のち名誉総長顧問。

## 著書
- 『石油危機と日本の運命 地球史的・人類史的展望』サイマル出版会 1973
- 『石油飢餓 続・石油危機と日本の運命』サイマル出版会 1974
- 『日本丸は沈没する あるオイルマンの告発』時事通信社 1977
- 『日本不沈の条件 21世紀への活路』時事通信社 1979
- 『悪魔の戦略 ニッポンは裸の王様だ』サンケイ出版 1980
- 『虚妄からの脱出 経済大国の没落と日本文化』東明社 1980
- 『日本脱藩のすすめ』東京新聞出版局 1980
- 『山岳誌』東明社 1981
- 『石油と金の魔術 藤原肇の幻の対談』カサンドラ・プレス山賊出版事業部 (製作) 1982
- 『無謀な挑戦 ドームゲート事件と日本の運命』サイマル出版会 1984
- 『アメリカから日本の本を読む』文芸春秋 1988
- 『インテリジェンス戦争の時代 情報革命への挑戦』山手書房新社 1991
- 『「脱藩型」ニッポン人の時代 地球発想のアプローチ』ティビーエス・ブリタニカ 1991
- 『湾岸危機・世界はどう動くか フセイン、ブッシュの対決』ティビーエス・ブリタニカ 1991
- 『平成幕末のダイアグノシス メタ凶慌からの出発』東明社 1993
- 『日本が本当に危ない 米国から観た経済大国・日本の幻影』エール出版社 1994
- 『経世済民の新時代 21世紀を開く経済革命』東明社 1996
- 『朝日と読売の火ダルマ時代 大ジャーナリズムを蝕むデカダンス』国際評論社出版事業部 1997
- 『オリンピアン幻想 地上楽園とオリンピックの裏舞台』東明社 1997
- 『理は利よりも強し 経済破綻の本質と再生への処方箋』太陽企画出版 1999
- 『夜明け前の朝日 マスコミの堕落とジャーナリズム精神の現在』鹿砦社 2001
- 『賢者のネジ(螺旋)  21世紀を動かす「最終戦略論」』たまいらぼ出版 2004
- 『小泉純一郎と日本の病理 改革者か独裁者か』光文社 2005
- 『賢く生きる 藤原肇対談集』清流出版 2006
- 『さらば、暴政 自民党政権-負の系譜』清流出版 2009
- 『生命知の殿堂 ガイアドクターのメタ診断 現代医学と日本政治の病理を抉る!』ヒカルランド 2011
- 『皇室の秘密を食い荒らしたゾンビ政体』ヒカルランド 2020
- 『日本に巣食う疫病神たちの正体』ヒカルランド 2021

### 共著
- 『中国人・ロシア人・アメリカ人とつきあう法』共著 亜紀書房 ビジネスシリーズ 1979
- 『情報戦争 国家・企業生き残りの条件』早川聖共著 山手書房 1980
- 『日本が斬られる』藤原銀次郎共著 東京新聞出版局 1981
- 『脱ニッポン型思考のすすめ』小室直樹共著 ダイヤモンド社 1982
- 『日本人論の陥し穴』共著 山手書房 1982
- 『教育の原点を考える どこが狂っているのか』共著 亜紀書房 1983
- 『マクロメガ経済学の構造 エネルギー史観による経済予測と洞察』松崎弘文共著 東明社 1985
- 『日本の危険 日米対決の深層』馬野周二共著 東明社 1986
- 『間脳幻想 人類の新時代をひらくキー・ワード』藤井尚治共著 東興書院 1988
- 『宇宙波動と超意識 宇宙と生命の神秘を探る』砂生記宜共著 東明社 1990
- 『身体と宇宙 共鳴する生命と風水のコスモロジー』藤本憲幸共著 亜紀書房 1992
- 『宇宙巡礼 メタサイエンスの最先端』張錦春共著 東明社 1994
- 『想念力の驚異 21世紀を動かす』塩谷信男著 東明社 1996
- 『教科書では学べない超経済学 波動理論で新世紀の扉を開く』落合莞爾共著 太陽企画出版 1997
- 『ジャパン・レボリューション 「日本再生」への処方箋』正慶孝共著 清流出版 2003

## 論文
- Cinii